# Brucella abortus
Brucella abortus (genannt auch Bang-Bakterium, früher auch Bacillus abortus) ist ein 1897 von Bernhard Frederik Bang entdecktes Bakterium aus der Gattung Brucella. Es ist der Erreger der Rinderbrucellose, die bei Rindern vor allem Aborte (daher der Name abortus) auslöst, der aber auch für den Menschen krankheitsauslösend und Erreger eines undulierenden Fiebers ist (→ Morbus Bang).
Es handelt sich um ein pleomorphes, aerobes, gramnegatives und sporenloses Stäbchen. Brucellen stellen recht hohe Anforderungen an Nährböden. Sie wachsen langsam und am besten bei 37 °C und mikroaerophilen Bedingungen, wobei sie nach zwei bis vier Tagen kleine, glänzende und transparente Kolonien bilden. Man unterscheidet sechs Biovare.
Da die genetischen Differenzen zwischen den Brucellen sehr gering sind (< 10 %) und sie anhand ihrer ribosomalen RNA nicht zu unterscheiden sind, schlugen Verger et al. (1985) vor, alle Brucellen in einer Art (B. melitensis) zu vereinigen. 1988 wurde jedoch beschlossen, die sechs bis dahin bekannten klassischen Artnamen beizubehalten,  um Verwechslungen in der medizinischen Literatur zu vermeiden und um auch der unterschiedlichen Pathogenität für den Menschen Rechnung zu tragen.